# Baszarabásza
Baszarabásza románul: Basarabasa, falu Romániában, Erdélyben, Hunyad megyében.

## Fekvése
Körösbányától északnyugatra, Olcs és Alváca között fekvő település.

## Története
1891-ben a Pallas nagy lexikona írta a településről: „Basaraba kisközség Hunyadmegye Kőrösbányai járásában 375 oláh lakossal; régente besnyő-telep volt. A B. és Alsó Váca közt emelkedő trachittufa hajdan geizir lehetett, mely tekintélyes fatörzseket faopállá alakított át.”
A trianoni békeszerződés előtt Hunyad vármegye Körösbányai járásához tartozott.
1910-ben 446 görögkeleti ortodox lakosából 444 román volt. 1966-ban 364, 1977-ben 371 román lakosa volt, az 1992-es népszámláláskor pedig 313 lakosából 312 román volt.

## Nevezetességek
- 17. század végén épült ortodox fatemploma a romániai műemlékek jegyzékében a HD-II-m-A-03244 sorszámon szerepel.
- Iocan Petru faháza 1890-ből (HD-II-m-B-03243)